# ヨー・インゲ・ベルゲット
ヨー・インゲ・ベルゲット（ノルウェー語: Jo Inge Berget、1990年9月11日 - ）は、ノルウェーのサッカー選手。ノルウェー代表。ポジションはFW。

## クラブ歴

### ウディネーゼ以前

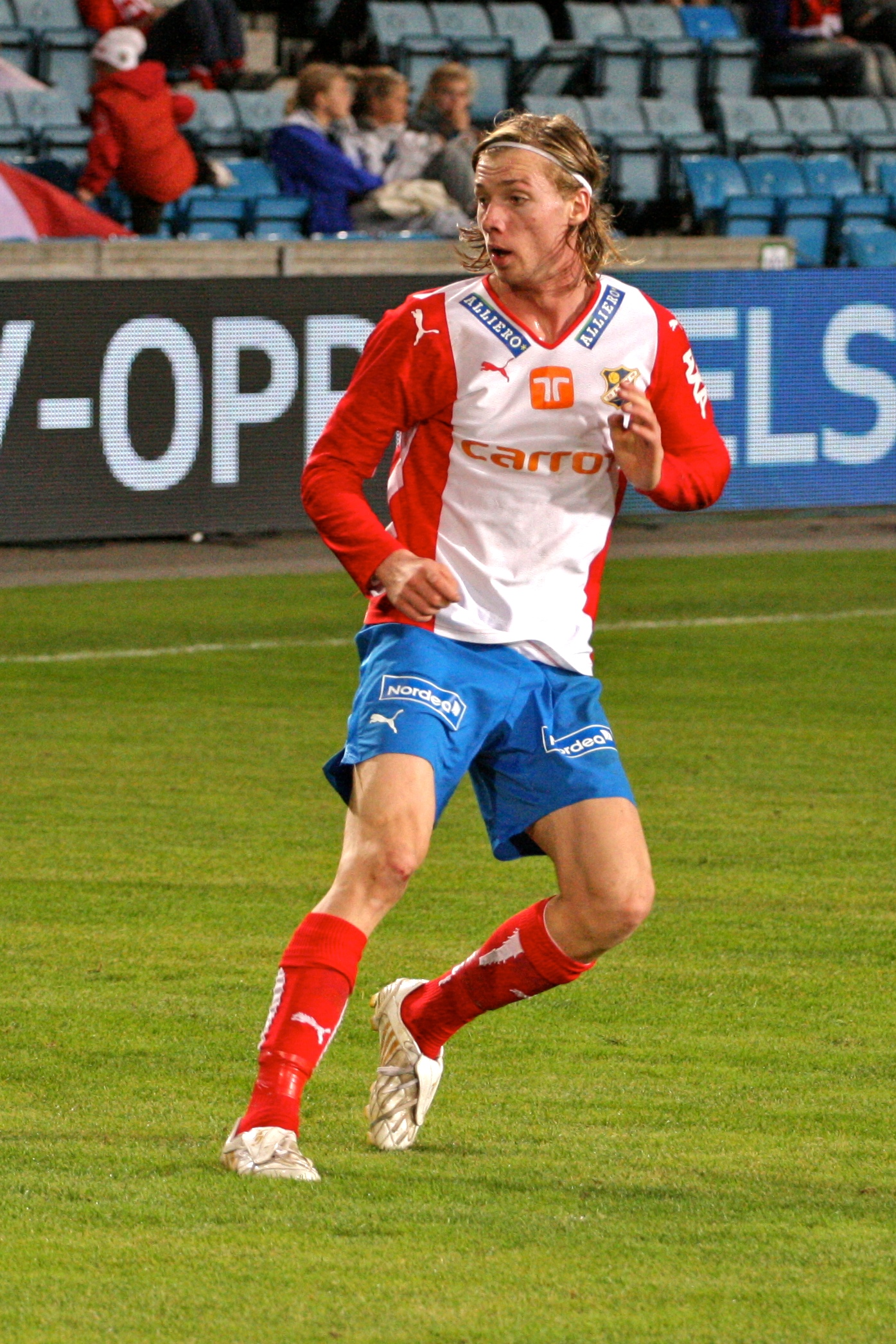
2009年、FKリン時代

FKリンの下部組織からトップチームに昇格し選手初出場。2008年7月にチームメイトのオディオン・イガロとともにウディネーゼ・カルチョに3年契約で移籍。U-20チームからのスタートとなった。
2009年3月にリンに期限付き移籍で復帰。2009年2月にストレームスゴトセトIFに1年の期限付き移籍。2011年1月に同年12月31日まで期限付き移籍期間が延長されたが、7月にモルデFKに完全移籍となったため、これは途中で打ち切られた。

### モルデ
2011年夏にモルデに3年契約で完全移籍。8月22日の試合でマティス・モストレムに代わって74分に投入され移籍後初出場。10月2日の試合で移籍後初得点、この試合でモルデは史上初の優勝が決まった。
2013年のノルウェー・カップ決勝でも1得点を決めて、4-2での勝利、そして優勝に貢献した。

### イギリス時代
2014年1月24日にプレミアリーグのカーディフ・シティFCに移籍、モルデ時代にも指導を受けていた監督であるオーレ・グンナー・スールシャールの下で再びプレーする事となった。2月15日にFAカップで移籍後初出場するも、この試合で敗北した。翌週のプレミアリーグではフレイザー・キャンベルに代わって途中出場し、プレミアリーグで11分間プレーしたが、これがプレミアリーグでの唯一のプレーとなった。クラブも最下位で降格した。
2014年7月に、買取オプションつきで2015年1月までの期限付き移籍でセルティックFCに加入。ホームでのデビュー戦では2得点を決めた。買取オプションは行使されず、カーディフ・シティに復帰したが、2週間後に双方合意で契約解除した。

### マルメ
2015年1月19日に3年契約でアルスヴェンスカンのマルメFFに加入。8月19日のUEFAチャンピオンズリーグ 2015-16 予選では前所属のセルティックから得点を奪った。この試合には3-2で敗北したものの、第2試合で2-0の勝利を決め、マルメの本戦進出に貢献した。

### ニューヨーク・シティ
2018年1月19日、メジャーリーグサッカーのニューヨーク・シティFCに完全移籍。しかし在籍は1年に止まった。

### マルメ復帰
2019年3月に3年契約でマルメに再加入。

### サルプスボルグ
2023年8月31日、サルプスボルグ08に加入した。

## 代表歴
2012年1月18日にキングスカップ2012のタイ王国代表戦で代表初出場。2015年9月6日のUEFA EURO 2016予選・グループHのクロアチア代表戦で代表初得点を記録。